# Maurice Reinhold von Stern
Maurice Reinhold von Stern, född den 3 april 1860 i Reval, död den 28 oktober 1938 i Ottensheim, Övre Österrike, var en balttysk författare.
von Stern deltog 1877–1878 i kriget som frivillig i den ryska hären, utvandrade 1880 till Förenta staterna, där han under några år levde proletärliv som gruvarbetare och hamnarbetare med mera. År 1885 återvände han till Europa, studerade filosofi i Zürich och Bern samt ägnade sig åt författarskap. Han bosatte sig omkring 1900 i Övre Österrike. Stern började sin bana med diktsamlingarna Proletarierlieder (1885; 2:a upplagan 1888), Excelsior (1889), Höhenrauch (1890) och Sonnenstaub (samma år) samt berättelserna Von Jenseits des Meeres (samma år), i vilka man finner nakna sociala 
tidsskildringar, en tolstojansk anakoretåskådning och mycken agitation bland annat för helnykterheten i ofta mindre poetisk form. Den episka dikten Insel Ahasvers (1893) visar strid mellan socialistiska och individualistiska åsikter, och i senare verk har von Stern liksom Henckell lämnat det agitatoriska och socialreformatoriska åsido för att ge färgmättade naturbilder och en utpräglat tysknationell stämning (diktsamlingarna Walter Wendrichs neue Lieder, 1897, Abendlicht, 1901, Blumen und Blitze, 1902, Sonnenwolken, 1903, med flera; berättelserna Walter Wendrich, 1895, Waldskizzen aus Oberösterreich, 1901, Der Seiltänzer, 1905, med flera). Gesammelte Gedichte och Gesammelte Erzählungen utkom 1906.